# Neogoezia minor
Neogoezia minor är en flockblommig växtart som beskrevs av William Botting Hemsley. Neogoezia minor ingår i släktet Neogoezia och familjen flockblommiga växter. Inga underarter finns listade i Catalogue of Life.